# Aeroport de Catània-Fontanarossa
L'aeroport de Catània-Fontanarossa (IATA: CTA, ICAO: LICC), també conegut com a aeroport Vincenzo Bellini (italià: Aeroporto Internazionale Vincenzo Bellini di Catania-Fontanarossa), és un aeroport internacional situat a 4,3 km al sud-oest de Catània, la segona ciutat més gran de l'illa italiana de Sicília. Porta el nom del compositor d'òpera Vincenzo Bellini, nascut a Catània.
Segons Assaeroporti, l'any 2020 era l'aeroport més transitat de Sicília i el quart més transitat d'Itàlia. Les principals companyies aèries com ITA Airways, Lufthansa i KLM hi volen i connecten nombroses destinacions europees com Roma, Munic, Amsterdam i Berlín, mentre que altres companyies aèries de baix cost com EasyJet i Ryanair ofereixen vols a altres destinacions europees.